# Donald Kaberuka

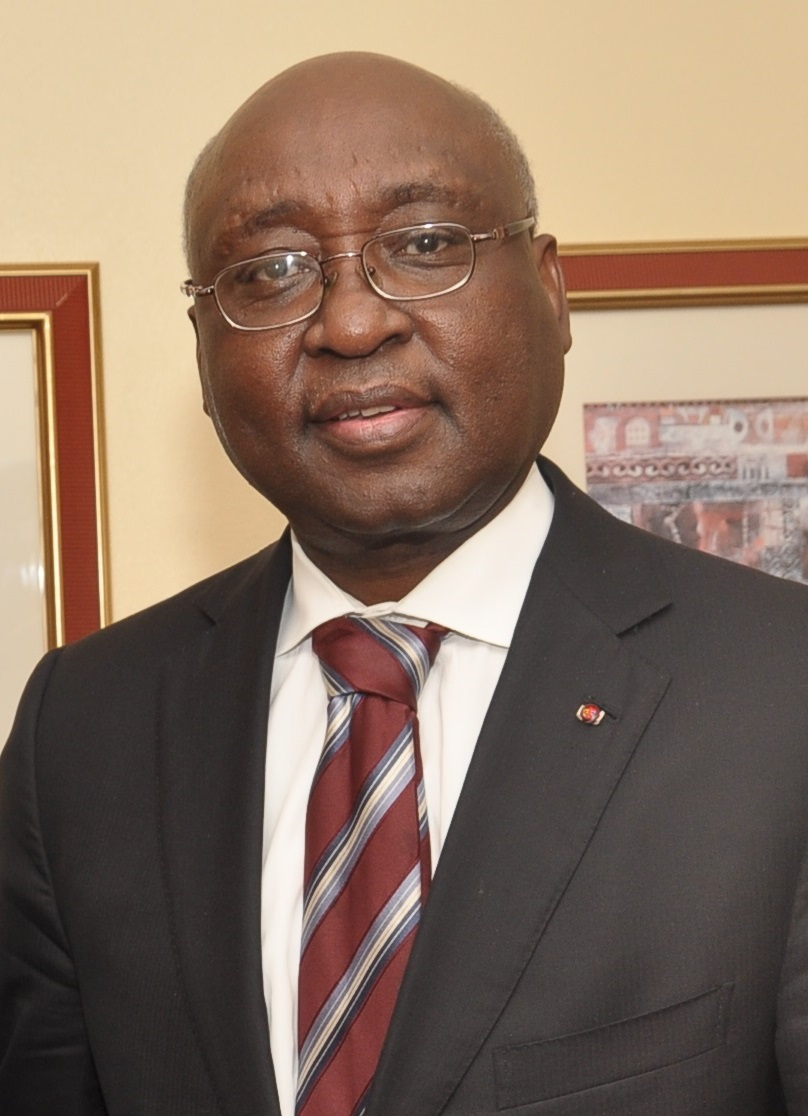
Donald Kaberuka

Donald Kaberuka (* 5. Oktober 1951 in Byumba) ist ein ruandischer Wirtschaftswissenschaftler, Entwicklungsexperte und war Präsident der Afrikanischen Entwicklungsbank.

## Leben
Kaberuka studierte in Tansania und Schottland und erlangte einen Master in Wirtschaftsphilosophie und einen Ph.D. in Wirtschaftswissenschaft von der University of Glasgow.
Im Oktober 1997 wurde Kaberuka zum Minister für Finanzen und Wirtschaftsplanung Ruandas ernannt. In seinen acht Amtsjahren trug er zur Stabilisierung der nationalen Wirtschaft nach dem Völkermord von 1994 maßgeblich bei. Er leitete erfolgreich das Wiederaufbau- und Wirtschaftsreformprogramm ein, das neue Systeme der politischen Steuerung und Koordinierung in strukturellen, geld, haushaltspolitischen und fiskalischen Fragen ein, wobei er die Unabhängigkeit der ruandischen Zentralbank besonders hervorhob. Diese Reformen führten zu einer wirtschaftlichen Erholung und zu nachhaltigem Wirtschaftswachstum, wodurch sich Ruanda im April 2005 für einen Schuldenerlass im Rahmen der initiative für Hochverschuldete Entwicklungsländer qualifizierte. In diesem Zeitraum stieg die Inflation, die 2000 bei ca. 3,3 % lag, 2003 8,7 % sowie 2004 auf 12,6 %. Vor allem die Energie- (Strom) und Nahrungsmittelpreise stiegen 2004 und 2005 stark.
Er war vom 1. September 2005 bis zum 31. August 2015 für zwei Amtsperioden der siebte Präsident der Afrikanischen Entwicklungsbank (AfEB). Während seiner Amtszeit unterstrich er die Wichtigkeit des Privatsektors und des Aufbaus der Infrastruktur (Straße, Eisenbahn, Kraftwerke und Telekommunikation), in Hinblick auf die regionale Integration und Zusammenarbeit.
Am 16. Mai 2019 wurde Kaberuka für zwei Jahre zum Vorstandsvorsitzenden des Global Fund gewählt worden.
Kaberuka spricht fließend Englisch, Französisch und Swahili.

## Schriften
- Building a New Africa: Selected speeches 2005-13, Profile Books Ltd., ISBN 978-1-78125-406-6.